# Nawożenie pogłówne
Nawożenie pogłówne – nawożenie wykonywane w czasie wegetacji roślin. Nawożenie pogłówne może być przeprowadzane posypowo za pomocą nawozów stałych oraz w formie fertygacji, poprzez podlewanie roślin roztworem nawozów rozpuszczalnych. 
Nawożenie pogłówne wykonuje się: 
- dla warzyw w ciągu 2-3 tygodni od posadzenia rozsady[4], w szczególności roślin o dużych wymaganiach pokarmowych (rabarbar, kalafior, dynia czy kapusta)[5],
- dla roślin ozdobnych w okresie pełnego kwitnienia oraz w przypadku roślin rabatowych również poprzedzając kwitnienie jesienne,
- dla trawników w trakcie całego okresu wegetacji[6].